# Apnenik pri Boštanju
Apnenik pri Boštanju je naselje v Občini Sevnica.
Leta 1953 so imenu vasi dodali pri Boštanju.